# Talk to Me (filme)
Talk to Me (bra: Fale Comigo; prt: Fala Comigo) é um filme australiano de terror sobrenatural de 2022 dirigido por Danny e Michael Philippou, escrito por Danny Philippou e Bill Hinzman, baseado em uma história de Daley Pearson. É estrelado por Sophie Wilde, Alexandra Jensen, Joe Bird, Otis Dhanji, Miranda Otto e Zoe Terakes. A trama acompanha um grupo de adolescentes que descobrem que são capazes de entrar em contato com espíritos usando uma misteriosa mão embalsamada, mas as coisas acabam indo longe demais.
Talk to Me estreou no Festival de Cinema de Adelaide em 30 de outubro de 2022 e foi lançado pela Maslow Entertainment na Austrália em 27 de julho de 2023. O filme recebeu críticas positivas, onde elogiaram sua história, direção, sequências de terror, efeitos práticos, design de som e atuações, com Wilde e Bird recebendo elogios especiais. Foi um sucesso de bilheteria, arrecadando aproximadamente US$ 91,9 milhões em todo o mundo contra um orçamento de US$ 4,5 milhões, tornando-se o filme de terror de maior bilheteria da distribuidora A24 e o segundo de maior bilheteria geral. Atualmente, uma sequência está em desenvolvimento.

## Enredo
Em uma festa lotada, Cole procura seu irmão Duckett. Quando Cole encontra Duckett e tenta trazê-lo para casa, Duckett esfaqueia seu irmão antes de se esfaquear fatalmente no rosto.
Enquanto isso, Mia, de 17 anos, está lutando com o segundo aniversário da morte de sua mãe Rhea por overdose e seu relacionamento distante com seu pai Max. Dirigindo à noite, ela se depara com um canguru mortalmente ferido, mas não consegue acabar com seu sofrimento. Mia, sua melhor amiga Jade e o irmão mais novo de Jade, Riley, fogem para uma das muitas reuniões organizadas por Hayley e Joss, onde a atração principal é uma mão decepada e embalsamada de origem misteriosa. Segurar a mão e dizer "Talk to Me" ("Fale comigo") permite que uma pessoa comungue com um espírito, seguido do dizer "I let you in" ("Permito-lhe entrar"), permitindo que o espírito os possua. A ligação deve ser cortada antes dos noventa segundos para evitar que os espíritos se liguem a essa pessoa. Mia se voluntaria para ir primeiro e é possuída por um espírito que mostra um foco ameaçador em Riley. Joss e Hayley conseguem quebrar a conexão, mas somente depois que o limite de tempo é ligeiramente excedido.

## Elenco
- Sophie Wilde como Mia
- Alexandra Jensen como Jade
- Joe Bird como Riley
- Otis Dhanji como Daniel
- Miranda Otto como Sue
- Zoe Terakes como Hayley
- Chris Alosio como Joss
- Marcus Johnson como Max
- Alexandria Steffensen como Rhea
- Ari McCarthy como Cole
- Sunny Johnson como Duckett

## Produção
Talk to Me é uma coprodução da Causeway Films, Bankside Films e Talk to Me Holdings, e é uma apresentação da Screen Australia em associação com a South Australian Film Corporation, Adelaide Film Festival Investment Fund, Head Gear Films e Metrol Technology. Os diretores Danny e Michael Philippou trabalharam em estreita colaboração com a produtora Samantha Jennings, uma das cofundadoras da Causeway Films. Eles já a conheciam por trabalharem juntos em The Babadook, outra produção da Causeway Films.
O filme se passa na cidade natal dos cineastas, Adelaide, no sul da Austrália. Os irmãos Philippou disseram que estão comprometidos em filmar, ou pelo menos fazer a pós-produção, na Austrália para todos os projetos futuros. No que é presumivelmente uma referência à linhagem grega dos irmãos Philippou, a cena final do filme se passa na Grécia e apresenta personagens que falam grego antes de um deles mudar para o inglês para fazer as perguntas à protagonista.

## Lançamento
Talk to Me foi vendido para vários distribuidores internacionais no Festival de Cinema de Cannes de 2022. Estreou em exibição prévia no Festival de Cinema de Adelaide em 30 de outubro de 2022, noite de encerramento do festival. O filme teve sua estreia mundial no Festival de Cinema de Sundance 2023 em sua programação da meia-noite. Depois que a estreia gerou uma guerra de lances com a Universal Pictures e outras distribuidoras, a A24 venceu e adquiriu os direitos de distribuição do filme nos Estados Unidos. Os estúdios Maslow Entertainment, Umbrella Entertainment e Ahi Films foram confirmados para codistribuir o filme na Austrália e Nova Zelândia.
O filme teve sua estreia europeia no Festival Internacional de Cinema de Berlim e também foi exibido nos Estados Unidos no South by Southwest (SXSW) do mesmo ano. Também teve sua estreia canadense no Fantasia International Film Festival em 23 de julho de 2023.
Talk to Me foi lançado nos cinemas na Austrália em 27 de julho de 2023, antes de ser lançado no dia seguinte nos Estados Unidos e Canadá, no Reino Unido e internacionalmente. No Kuwait, entretanto, o filme foi banido do lançamento nos cinemas, supostamente por apresentar um ator transexual, Zoe Terakes. Os relatos surgiram apesar do filme ter sido exibido em outras partes da conservadora região do Golfo. Terakes expressou seu desapontamento com a notícia nas redes sociais. Em 9 de agosto, as autoridades do Kuwait anunciaram formalmente a proibição de Talk to Me e da comédia norte-americana Barbie (que apresenta temas feministas, bem como um ator transgênero), alegando que era para proteger "a ética pública e as tradições sociais".
Talk to Me foi lançado em DVD e Blu-ray nos Estados Unidos em 3 de outubro de 2023, e na Austrália em 25 de outubro de 2023.

## Recepção

### Bilheteria
Em 6 de outubro de 2023, Talk to Me arrecadou US$ 48,3 milhões nos Estados Unidos e Canadá, e US$ 42,2 milhões em outros países e territórios, totalizando US$ 90,5 milhões em todo o mundo.
Nos Estados Unidos e Canadá, Talk to Me foi lançado junto com Haunted Mansion e foi originalmente projetado para arrecadar US$ 4 a 5 milhões em 2 340 cinemas em seu fim de semana de estreia. Depois de ganhar US$ 4,2 milhões em seu primeiro dia (incluindo US$ 1,3 milhão nas prévias de quinta à noite), as estimativas do fim de semana aumentaram para US$ 10 milhões. Acabou estreando com US$ 10,4 milhões e terminou em quinto lugar, marcando o melhor início para um filme da A24 desde Midsommar em julho de 2019. O filme arrecadou US$ 6,3 milhões em seu segundo fim de semana (uma queda de 40%, melhor que a média para um filme de terror). O filme permaneceu no top 10 nas primeiras seis semanas e em 3 de setembro ultrapassou Hereditary como o filme de terror de maior bilheteria da A24 no mercado doméstico, com um total de US$ 44,5 milhões.

### Resposta da crítica
No site agregador de críticas Rotten Tomatoes, 94% das 281 avaliações dos críticos são positivas, com uma classificação média de 7,7/10. O consenso do site diz: "Com uma história emocionante e efeitos práticos impressionantes, Talk to Me tece uma história de terror terrivelmente assustadora do século XXI, construída sobre bases clássicas." O Metacritic, que usa uma média ponderada, atribuiu ao filme uma pontuação de 76 em 100, com base em 44 críticos, indicando críticas "geralmente favoráveis". O público entrevistado pelo CinemaScore deu ao filme uma nota média de "B+" em uma escala de A+ a F.
Jeannette Catsoulis, do The New York Times, escreveu: "Distinguido por efeitos práticos maravilhosamente envolventes e choques visuais profundamente angustiantes (especialmente quando Riley, sendo uma criança, cai sob a influência maligna da mão), Talk to Me tem uma energia violenta que muitas vezes é sombria, mas nunca propositalmente cruel." Ela também aplaudiu as atuações de Wilde e Bird, dizendo que o filme "deve muito de sua potência à atuação principal em constante evolução de Sophie Wilde" e "Joe Bird, que com certeza é notável". Justin Chang, do Los Angeles Times, também elogiou as atuações de Bird e Wilde, escrevendo: "Joe Bird, em uma atuação excelente e surpreendente" e "Mesmo quando Talk to Me flerta com a incoerência, Wilde o afasta deste limite. Mais do que apenas uma grande rainha dos gritos, ela dá um sentido vívido às emoções devastadas de Mia, revelando-a como sendo mais cativa ao reino espiritual do que de sua própria dor inconsolável."
Jake Wilson, do The Sydney Morning Herald, deu ao filme 3½ de 4 estrelas, escrevendo: "O prólogo sombrio deixa poucas dúvidas de que coisas horríveis vão acontecer às pessoas com quem devemos nos preocupar – e embora o final possa não satisfazer totalmente as expectativas emocionais que foram construídas, é melhor poucas explicações reconfortantes do que muitas." Peter Howell, do Toronto Star, deu ao filme três de quatro estrelas, dizendo que a história tinha uma "lógica instável", mas também "uma sensação sólida de incutir pavor com o mínimo de efeitos especiais e um design de som que leva o medo até 11." David Rooney, do The Hollywood Reporter, elogiou o filme, dizendo que ele "costura habilmente seus medos mais profundos em torno da ideia de que a dor e o trauma podem ser convites abertos para forças predatórias do além. Ele marca um respingo bem-vindo de sangue novo na paisagem do terror". Rooney também aplaudiu as atuações, escrevendo: "Embora o elenco predominantemente jovem seja sólido, especialmente Bird como Riley, a talentosa Wilde, mesmo sendo novata, faz o trabalho dramático mais pesado."
Em uma crítica mais divisiva, Dennis Harvey, da Variety, escreveu: "Um tanto confuso, já que o roteiro não propaga totalmente o teor sério, este é, no entanto, um esforço elaborado com confiança, com elementos intrigantes suficientes para manter os espectadores envolvidos, se não até mesmo particularmente assustados." Mais criticamente, Matthew Mongale, do The Austin Chronicle, afirmou: "Trauma tornou-se uma abreviatura para muitos cineastas de terror e, por mais que os Philippous provem seu valor como diretores de terror, como escritores, o relacionamento entre duas famílias ligadas pelo trauma se mostra complexo demais para que eles simplesmente abordem e pronto."

### Prêmios e indicações
| Prêmio                                               | Data                    | Categoria                                     | Recipiente(s)                              | Resultado | Ref.   |
| ---------------------------------------------------- | ----------------------- | --------------------------------------------- | ------------------------------------------ | --------- | ------ |
| Washington D.C. Area Film Critics Association Awards | 10 de dezembro de 2023  | Melhor Atuação Juvenil                        | Joe Bird                                   | Indicado  | [ 55 ] |
| St. Louis Film Critics Association                   | 17 de dezembro de 2023  | Melhor Filme de Terror                        | Talk to Me                                 | Venceu    | [ 56 ] |
| San Diego Film Critics Society Awards                | 19 de dezembro de 2023  | Melhor Primeira Obra                          | Danny Philippou e Michael Philippou        | Indicado  | [ 57 ] |
| San Diego Film Critics Society Awards                | 19 de dezembro de 2023  | Melhor Atuação Juvenil                        | Joe Bird                                   | Indicado  | [ 57 ] |
| Phoenix Critics Circle Awards                        | 23 de dezembro de 2023  | Melhor Filme de Terror                        | Talk to Me                                 | Venceu    | [ 58 ] |
| Astra Film and Creative Arts Awards                  | 6 de janeiro de 2024    | Melhor Obra de Terror                         | Talk to Me                                 | Indicado  | [ 59 ] |
| Golden Tomato Awards                                 | 10 de janeiro de 2024   | Filme Internacional Mais Bem Avaliado de 2023 | Talk to Me                                 | Venceu    | [ 60 ] |
| Austin Film Critics Association Awards               | 10 de janeiro de 2024   | Melhor Primeiro Filme                         | Danny Philippou e Michael Philippou        | Indicado  | [ 61 ] |
| Black Reel Awards                                    | 16 de janeiro de 2024   | Excelente Atuação Principal                   | Sophie Wilde                               | Pendente  | [ 62 ] |
| Golden Scythe Horror Awards                          | 27 de janeiro de 2024   | Melhor Imagem                                 | Talk to Me                                 | Pendente  | [ 63 ] |
| Golden Scythe Horror Awards                          | 27 de janeiro de 2024   | Melhor Atriz em Papel Principal               | Sophie Wilde                               | Pendente  | [ 63 ] |
| Golden Scythe Horror Awards                          | 27 de janeiro de 2024   | Melhor Ator Coadjuvante                       | Joe Bird                                   | Pendente  | [ 63 ] |
| Saturn Awards                                        | 4 de fevereiro de 2024  | Melhor Filme de Terror                        | Talk to Me                                 | Pendente  | [ 64 ] |
| Saturn Awards                                        | 4 de fevereiro de 2024  | Melhor Direção em Cinema                      | Danny e Michael Philippou                  | Pendente  | [ 64 ] |
| Saturn Awards                                        | 4 de fevereiro de 2024  | Melhor Atriz Coadjuvante em Cinema            | Sophie Wilde                               | Pendente  | [ 64 ] |
| AACTA Awards                                         | 10 de fevereiro de 2024 | Melhor Filme                                  | Samantha Jennings, Kristina Ceyton         | Pendente  | [ 65 ] |
| AACTA Awards                                         | 10 de fevereiro de 2024 | Melhor Direção                                | Danny Philippou e Michael Philippou        | Pendente  | [ 65 ] |
| AACTA Awards                                         | 10 de fevereiro de 2024 | Melhor Roteiro de Cinema                      | Danny Philippou e Bill Hinzman             | Pendente  | [ 65 ] |
| AACTA Awards                                         | 10 de fevereiro de 2024 | Melhor Atriz Principal                        | Sophie Wilde                               | Pendente  | [ 65 ] |
| AACTA Awards                                         | 10 de fevereiro de 2024 | Melhor Ator Coadjuvante                       | Zoe Terakes                                | Pendente  | [ 65 ] |
| AACTA Awards                                         | 10 de fevereiro de 2024 | Melhor Atriz Coadjuvante                      | Alex Jensen                                | Pendente  | [ 65 ] |
| AACTA Awards                                         | 10 de fevereiro de 2024 | Melhor Cinematografia                         | Aaron McLisky                              | Pendente  | [ 65 ] |
| AACTA Awards                                         | 10 de fevereiro de 2024 | Melhor Edição                                 | Geoff Lamb                                 | Pendente  | [ 65 ] |
| AACTA Awards                                         | 10 de fevereiro de 2024 | Melhor Trilha Sonora Original                 | Cornel Wilczek                             | Pendente  | [ 65 ] |
| AACTA Awards                                         | 10 de fevereiro de 2024 | Melhor Som                                    | Emma Bortignon, Pete Smith, Nick Steele    | Pendente  | [ 65 ] |
| AACTA Awards                                         | 10 de fevereiro de 2024 | Melhor Cabelo e Maquiagem                     | Rebecca Buratto, Paul Katte, Nick Nicolaou | Pendente  | [ 65 ] |

## Futuro

### Prequela
Em agosto de 2023, Danny e Michael Philippou revelaram que já haviam concluído as gravações de uma prequela, com a história explorando a história de Duckett que leva à introdução do personagem no filme original. A produção foi concluída consecutivamente, na perspectiva da narrativa sendo contada por meio de celulares, redes sociais e telas de computadores. Sunny Johnson aparece como Duckett. Os cineastas afirmaram que pretendem lançar este projeto no futuro. Mais tarde naquele mês, os cineastas revelaram que as sequências do projeto foram lançadas por meio de uma publicação anônima on-line como meio de marketing para Talk to Me. Essas sequências foram retiradas da internet por causa de reclamações e preocupações devido ao conteúdo. As sequências serão lançadas oficialmente em uma data futura.

### Sequência
Em agosto de 2023, os Philippous confirmaram planos de desenvolver uma sequência, afirmando que já haviam escrevido. Mais tarde naquele mês, a A24 anunciou que uma sequência intitulada Talk 2 Me estava em desenvolvimento; com o estúdio lançando o logotipo oficial da sequência ao mesmo tempo. Danny e Michael Philippou retornarão como codiretores, com um roteiro escrito pelos roteiristas Danny e Bill Hinzman.